# Сегундо Кастільйо
Сегундо Кастільйо (ісп. Segundo Castillo, нар. 15 травня 1982, Сан-Лоренсо) — еквадорський футболіст, півзахисник саудівського «Аль-Гіляля» та національної збірної Еквадору.

## Клубна кар'єра
У дорослому футболі дебютував 2000 року виступами за команду клубу ЕСПОЛІ, в якій провів три сезони, взявши участь у 66 матчах чемпіонату. 
Протягом 2003—2006 років захищав кольори команди клубу «Депортіво Ель Насьйональ».
Своєю грою за останню команду привернув увагу представників тренерського штабу сербської «Црвени Звезди», до складу якої приєднався 2006 року. Відіграв за белградську команду наступні два сезони своєї ігрової кар'єри. Більшість часу, проведеного у складі «Црвени Звезди», був основним гравцем команди. Протягом 2008-2010 років виступав в Англії, де на умовах оренди провів по одному сезону в «Евертоні» та «Вулвергемптоні», у жодному з цих клубів не зміг стати стабільним гравцем основного складу.
2010 року повернувся на батьківщину, ставши гравцем клубу «Депортіво Кіто».
2011 року уклав контракт з мексиканською «Пачукою», а у 2012 перейшов до іншого мексиканського клубу, «Пуебла».
До складу саудівського «Аль-Гіляля» приєднався у червні 2013 року, уклавши з цим клубом дворічний контракт. 

## Виступи за збірну
2003 року дебютував в офіційних матчах у складі національної збірної Еквадору. Наразі провів у формі головної команди країни 80 матчів, забивши 9 голів.
У складі збірної був учасником чемпіонату світу 2006 року у Німеччині, розіграшу Кубка Америки 2007 року у Венесуелі, а також розіграшу Кубка Америки 2011 року в Аргентині.

## Титули і досягнення
- Чемпіон Еквадору (3):

«Депортіво Ель Насьйональ»: 2005, 2006
«Барселона» (Гуаякіль): 2016
- Чемпіон Сербії (1):

«Црвена Звезда»: 2006-07
- Володар Кубка Сербії (1):

«Црвена Звезда»: 2006-07